# Thorvald Stauning
Thorvald August Marinus Stauning (26. oktober 1873 i København – 3. maj 1942 sammesteds) var en dansk socialdemokratisk politiker, der blev den første danske socialdemokratiske statsminister. Han var kontrolminister (minister uden portefølje) 1916-1920, leder af Indenrigsministeriets kontor for arbejder- og sociale spørgsmål 1918-1920, og statsminister i 1924-1926 og 1929-1942. Stauning var længst siddende parlamentariske statsminister i sammenlagt 15 år og ni måneder, næstlængst af alle danske regeringschefer siden enevældens afslutning (J.B.S. Estrup sad 19 år og 2 måneder).
Stauning stod i spidsen for en række sociale reformer, men også i spidsen for Danmarks forberedelser til 2. verdenskrig som viste sig at være mangelfulde.

## Baggrund
Han var søn af karetmager, senere altmuligmand Peter August Stauning (1843-1903) og dennes anden hustru Caroline Elisabeth Hansen. Thorvald Stauning voksede op i et fattigt arbejderhjem i det indre København og fik kun en almindelig kommuneskoleuddannelse. Fra tiårsalderen havde han fast arbejde ved siden af skolegangen. Han blev udlært cigarsorterer i 1892 og deltog i fagforeningsarbejde. Stauning blev hovedkasserer for Socialdemokratisk Forbund i 1898 og dets forretningsfører i 1910.
Thorvald Stauning var kendt for at være kvindeglad og fik et barn, Holger, med Caroline Levin fra cigarfabrikken, og socialdemokraterne krævede ham indlagt for alkoholmisbrug. Stauning blev gift med Anna, som døde ved en trafikulykke på Østerbro. Derefter var han en feteret enkemand; og gift og skilt fra Olga. Han havde affærer med Sylvia Pio (datter af socialdemokratiets stifter), men fik også nogle rolige år sammen med sin husbestyrerinde, koncertsangerinden Augusta Erichsen, som han mødte i 1930.
Stauning blev i maj 1903 afhørt efter et besøg hos den kendte prostituerede Ane Johanne Petersen ("Pipita") i Århus. En årvågen betjent så Stauning låse sig ind hos hende i Sandgravvej 1 sent om natten, og Stauning erkendte at have betalt for hendes ydelser med to kroner og nogle småmønter. Dermed måtte "Pipita" Petersen afsone 90 dages tvangsarbejde og betale sagens omkostninger. Stauning slap for straf og tog derefter til den 10. socialdemokratiske kongres i Århus.

## Politisk karriere
I 1906 blev han i Faksekredsen valgt til Folketinget, hvor han var en af de ledende kræfter i folketingsgruppen. I 1910 afløste han Peter Knudsen som leder af Socialdemokratisk Forbund. Sideløbende med sit landspolitiske arbejde var Stauning aktiv i københavnsk politik og var medlem af Borgerrepræsentationen. I 1918 skiftede han valgkreds til København for at kunne deltage mere aktivt i kommunalpolitik, og han var formand for Borgerrepræsentationen fra 1919 til han blev statsminister i 1924. Stauning besad en naturlig myndighed, og hans baggrund i arbejderklassen gjorde ham til den selvfølgelige leder af den socialdemokratiske bevægelse.
Sin første ministerpost havde han fra 1916 til 20 som socialdemokratisk såkaldt kontrolminister i den radikale Zahle-regering. Under Påskekrisen i 1920 lykkedes det Stauning at holde balancen i den højspændte politiske situation, hvor han maksimalt udnyttede truslen om en generalstrejke uden at bryde broerne til modstanderne.
Ved folketingsvalget i 1924 gik Socialdemokratiet syv mandater frem, hvormed Socialdemokratiet blev Folketingets største parti. Socialdemokratiet dannede regering under Stauning, som ikke havde problemer med at blive accepteret som regeringsleder af kongen, da han modsat J.C. Christensen i 1901 havde været minister og under påskekrisen havde udvist tålmodighed og taktisk overblik. Et stort reformprogram blev vanskeliggjort af de parlamentariske forhold, hvorefter regeringen ved folketingsvalget i 1926 måtte gå og blev afløst af Venstre under Thomas Madsen-Mygdal.
Stauning udnævnte Danmarks første kvindelige minister, da Nina Bang blev undervisningsminister i 1924. Hun var en af verdens første kvindelige ministre.
I 1929 opnåede Socialdemokratiet sammen med Det Radikale Venstre flertal i Folketinget, og hermed indledtes den lange Stauning-Munch æra i dansk politik med Stauning som statsminister og den radikale P. Munch som udenrigsminister. Trediverne var kriseår med enorm arbejdsløshed og store vanskeligheder for landbruget, men det lykkedes i modsætning til mange andre lande at sikre stabilitet i det danske samfund. I 1933 indgik regeringen og Venstre Kanslergadeforliget, der sikrede en vidtgående socialreform, og ved valget i 1935 fik Socialdemokratiet under det berømte slogan "Stauning eller kaos" mere end 46% af stemmerne, et resultat partiet ikke har nået siden. Det var lykkedes Stauning at få status som "landsfader", og Socialdemokratiet fik stemmer fra store befolkningsgrupper udenfor arbejderklassen.
Det betyder dog ikke, at Stauning var fri for nederlag. I 1939 var det for Stauning en stor skuffelse, at forslaget om en grundlovsrevision blev forkastet. Besættelsen den 9. april 1940 var dog et endnu hårdere slag for den aldrende statsminister.
Op gennem 1930'erne havde regeringen og oppositionen diskuteret mulighederne for et territorialforsvar af Danmark, der var blevet aktualiseret af Hitlers magtovertagelse i Tyskland, der kunne true Danmarks eksistens. Oppositionen mente, at Stauning-Munch regeringens forsvarsreformer i 1932 og i 1937 efterlod det danske forsvar så svækket, at det ikke kunne afskrække endsige bekæmpe et angreb på Danmark. Regeringen mente på sin side, at et egentligt forsvar af Danmark ville være nytteløst og fulgte derfor en anden strategi: Dels sociale reformer, som fx socialreformen i 1933, der skulle styrke det nationale sammenhold, og forhindre opslutning til totalitære idéer som nazisme og kommunisme blandt danske arbejdere. Dels at undgå at provokere Tyskland bl.a. af frygt for at Hitler ville gøre krav på Sønderjylland, der var blevet genforenet med Danmark i 1920.
Staunings strategi slog dog fuldstændig fejl da Danmark d. 9. april 1940 blev invaderet af Tyskland og Danmarks eksistens dermed var truet. Han stod alligevel i spidsen for samlingsregeringen, der blev dannet under besættelsen, og samarbejdede modvilligt med besættelsesmagten i henhold til aftalen med alle partier frem til sin død.
I foråret 1942 døjede Stauning med et stadigt svagere helbred og et langvarigt sygdomsforløb, der i perioder gjorde ham mere eller mindre uarbejdsdygtig. Dette kulminerede d. 2. maj, hvor han fik en hjerneblødning og blev indlagt på Bispebjerg Hospital samme dag i bevidstløs tilstand. Næste dag, d. 3. maj, sov han stille ind i løbet af formiddagen på sit sygeleje, uden på noget tidspunkt at have genvundet bevidstheden. Han blev erklæret død omkring 10:45. Han ligger begravet på Københavns Vestre Kirkegård.
Hans barnebarn Søren Goldmann Stauning er lokalpolitiker i Them.